# 스마트에프앤디
스마트에프앤디는 2012년 SK네트웍스에서 독립한 학생복 제조 업체이다.